# Giacomo Raffaelli
Giacomo Raffaelli (* 2. Februar 1753 in Rom; † 11. Oktober 1836 ebenda) war ein italienischer Mosaikkünstler.

## Leben
Giacomo Raffaelli war der Sohn von Paolo Raffaelli (1731–1790) und Margherita Solimani. Er wurde in der Kirche San Lorenzo in Damaso getauft.
Die Raffaellis betrieben einen Brennofen. Sie produzierten Glasemaille in weißen und farbigen Kacheln. In der zweiten Hälfte des 17. Jahrhunderts belieferten sie den Vatikan mit Glasmaterial in Form farbiger quadratischer Steinchen zur Herstellung von Mosaiken. Als Paolo Raffaelli starb, erbten seine drei Söhne den Ofen. Francesco, Antonio und der älteste Sohn Giacomo führten den Betrieb weiter.
Giacomo entwickelte um 1775 mit Unterstützung von Cesare Aguatti das Mikromosaik. Dazu wurde eine siliziumhaltige Verbindung, wenn sie weiß glühend war, gesponnen und dann in winzige Segmente geschnitten. Er schuf winzige Mikromosaikplatten mit Landschaften, römischen Denkmälern, Blumen, Vögeln, religiösen oder mythologischen Themen. Diese Mikromosaike wurden auf Schnupftabakdosen, Broschen, Elementen für Halsketten, Ringen, Schatullen und Knöpfen angebracht. Anlässlich des Heiligen Jahres 1775 stellte Giacomo Raffaelli in seinem Atelier erstmals Mikromosaiken aus. Diese Kunstwerke waren teure Souvenirs für Reisende auf der Grand Tour.
Im Jahr 1787 ernannte ihn Stanislaus II. August Poniatowski, der letzte König Polens, zum polnischen Adligen und zu seinem Berater für die freien Künste. Giacomo, ein glühender Republikaner, war 1808 an antinapoleonischen politischen Aufständen in Mailand beteiligt und wurde verhaftet, aber sofort wieder freigelassen.

## Das letzte Abendmahl

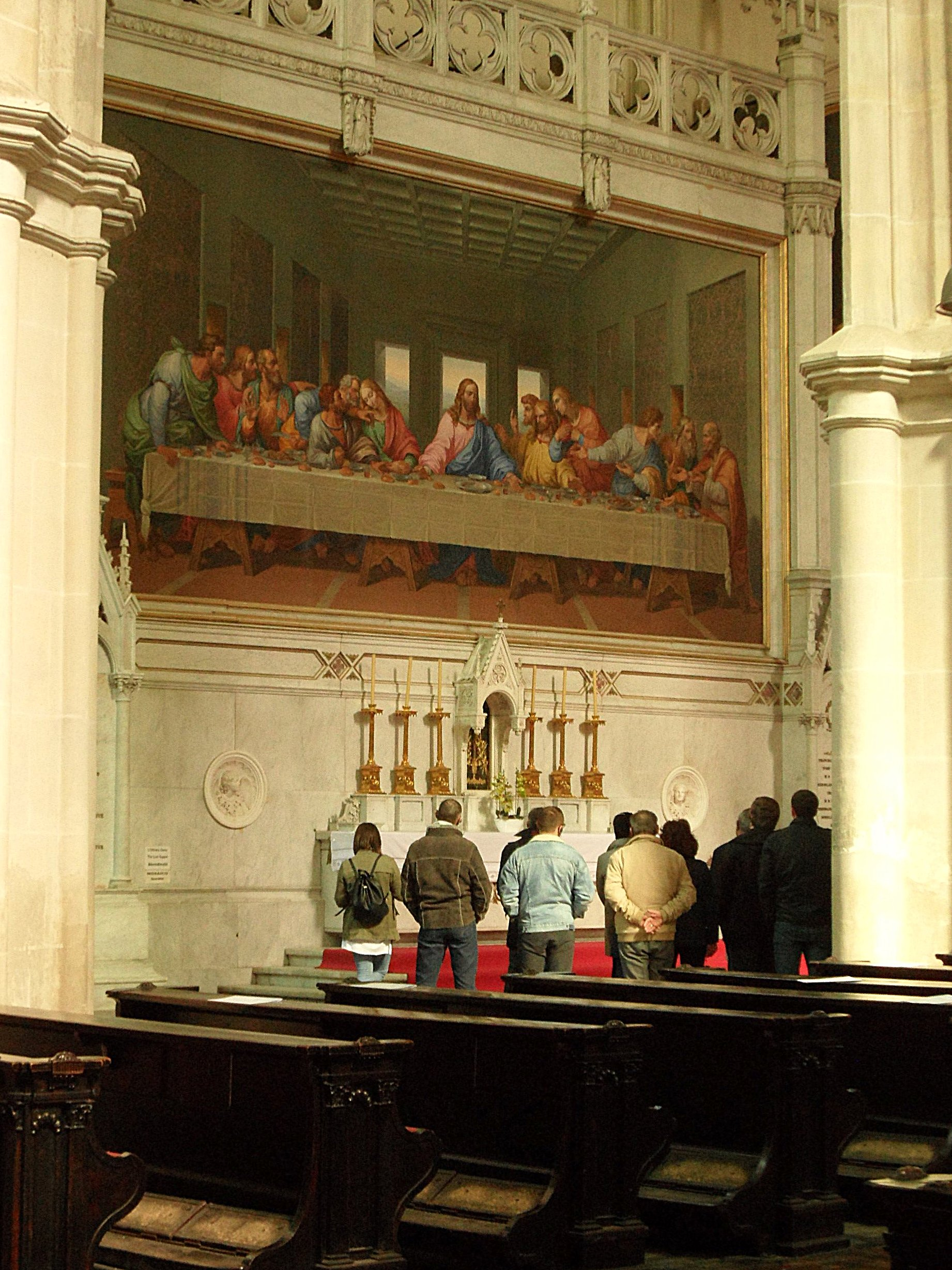
Mosaik „Das letzte Abendmahl“ in der Wiener Minoritenkirche

Ab 1804 wurden die meisten bei den Raffaellis hergestellten Glasemailles nach Mailand exportiert, wo Giacomo im ehemaligen Kloster San Vincenzino eine Schule für Mosaikkunst eröffnet hatte, die mit der Accademia di Belle Arti di Brera verbunden war und damals von Giuseppe Bossi geleitet wurde. Mit dem Dekret vom 24. April 1807 bestellte der Vizekönig Eugène de Beauharnais eine lebensgroße Kopie von Leonardo da Vincis „Letztem Abendmahl“. Das Werk, an dem sein Sohn Vincenzo und die Mosaikkünstler Giuseppe Roccheggiani und Gaetano Ruspi mitarbeiteten, dauerte viele Jahre und war dank der Mosaikfliesen möglich, die in den Raffaelli-Öfen in Rom hergestellt wurden. Mit diesem Werk sollte Leonardos Fresko, das sich zu diesem Zeitpunkt bereits in einem sehr schlechten Zustand befand, in einem stabilen Mosaik bewahrt werden.
Das Werk war für das Louvre-Museum bestimmt, wurde aber nach dem Sturz Napoleons von Kaiser Franz II. für das Schloss Belvedere erworben und später der Minoritenkirche überlassen. Das Mosaik wurde 1847 von Friedrich August von Stache in der Minoritenkirche angebracht.

## Rückkehr in die Heimat

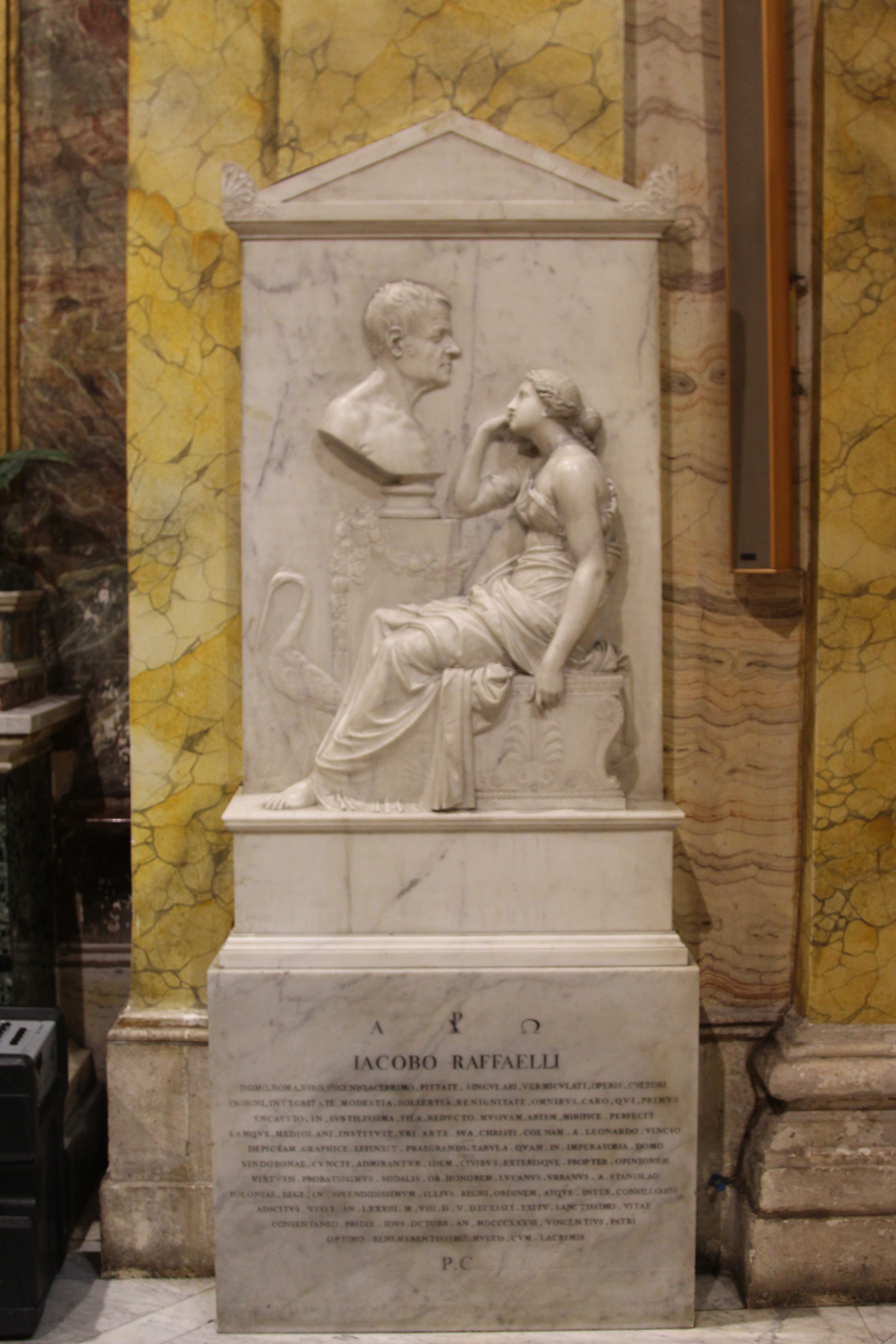
Grab von Giacomo Raffaelli in der Kirche Santo Stanislao

Im Jahr 1815 kehrte Giacomo Raffaelli nach Rom zurück. Der russische Zar machte ihn zu seinem Berater und kaufte von ihm Mosaikbilder und Tische mit Mosaikplatten, die sich heute in der Eremitage befinden.
Giacomo Raffaelli wurde in Rom in der Kirche San Stanislao der polnischen Nation beigesetzt.

## Bibliografie
- Ceccarius: A Vienna nella Minoritenkirchen una grandiosa opera del romano Giacomo Raffaelli (1753–1836), Strenna dei Romanisti. In: Natale di Roma. Staderini, Rom 1962, SBN IT\ICCU\LO1\0522120, S. 84–87 (italienisch).
- Simonetta Buttò: I Raffaelli, mosaicisti romani fra Sette e Ottocento. In: Biblioteca Nazionale Centrale Vittorio Emanuele II. Rom 1993, SBN IT\ICCU\BVE\0045722, S. 45–61 (italienisch).
- Roberto Valeriani: L’inventario del 1836 di Giacomo Raffaelli. In: Antologia di belle arti. F. Apolloni e M. Tazzoli, Rom 1993, SBN IT\ICCU\PAL\0068477, S. 71–87 (italienisch).
- Roberto Valeriani: I Raffaelli: una dinastia di vetrai romani del Settecento. In: Bollettino dei Musei Comunali di Roma. Istituto grafico Tiberino, Rom 1993, SBN IT\ICCU\CFI\0161960, S. 36–42 (italienisch).
- Massimo Alfieri: New notes on Giacomo Raffaelli e Michelangelo Barberi. In: Micromosaics. Philip Wilson publishers in association with the Gilbert Collection, London 2000, ISBN 978-0-85667-511-9, S. 263–279 (englisch).